# Maja Strandberg
Maria Laurentia (Maja) Strandberg, född Frick 9 november 1872 i Lysekils församling, Göteborgs och Bohus län, död 7 januari 1937 i Adolf Fredriks församling i Stockholm, var en svensk lärare och rösträttsaktivist. 
Strandberg var verksam i kampanjen för införandet av kvinnlig rösträtt i Sverige. Hon var ordförande för Föreningen för kvinnans politiska rösträtt i Västerås 1906–1910 och ordförande för Föreningen för kvinnans politiska rösträtt i Ystad 1913-1921.